# Arakaka
Arakaka o Aracaca es una comunidad en la región de Barima-Waini de Guyana, situada a una altitud de 63 metros en el llamado distrito del oro. Arakaka está a 28 km al sur de Port Kaituma sobre el río Barima. Esta comunidad se encuentra dentro de la Guayana Esequiba, zona reclamada por Venezuela. 
La población de Arakaka varía en función de la extracción de minerales en la región. Antiguamente, los lancheros ascendían regularmente por el río hasta Arakaka, donde estaba destinado un vigilante minero. Arakaka cuenta con un puesto de policía. Matthews Ridge es un asentamiento cercano también en la subregión de Matarkai.

## Demografía
Según censo de población 2002 contaba con 276 habitantes. Este número varía según la actividad de extracción mineral en la región. 
Ocupación de la población
| Dato      | Funcionarios | Profesionales y técnicos | Clero | Comercio y Servicios | Act. agrícolas | Act. industriales | Ocup. elementales | S/D | Total |
| --------- | ------------ | ------------------------ | ----- | -------------------- | -------------- | ----------------- | ----------------- | --- | ----- |
| Población | 0            | 6                        | 0     | 101                  | 10             | 5                 | 64                | 87  | 276   |